# Paulinho Garcia
Paulinho Garcia (ur. 16 sierpnia 1948 w Belo Horizonte w Brazylii) – brazylijski piosenkarz i muzyk.
Jego żoną jest Maria Angelina Seta Garcia (Teka), ma dzieci o imieniu Paulo Garcia Junior i Paula Setta Garcia.
Ma 3 wnuków: Eliasa, Elianę, Elizę Garcia.
Jego ojcem był Heitor Gianizelli Garcia, a matką Isabel da Silva Garcia.
Jego pierwszy kontakt z muzyką przyszedł bardzo wcześnie w życiu, miał około 9 lat, kiedy zaczął śpiewać w programie dzieci w niedzielę w Radiu Inconfidencia w jego rodzinnym mieście.
Występuje z:
saksofonistą Gregiem Fishmanem, tworzą od lat zespół "Two for Brazil", Grażyną Auguścik,
Julie Koidin, współpracował z Altamiro Carrilho, Marią Teresą Madeira, Judy Roberts, Michaelem Breckerem, Randy Breckerem i wieloma innymi.
Wydał 13 płyt, które cieszą się dużą popularnością na obu kontynentach amerykańskich. Ostatnia płyta autorska "My very live" w 2010 roku była nominowana do prestiżowej nagrody Grammy.